# 学校法人京都朝鮮学園
学校法人京都朝鮮学園（がっこうほうじんきょうとちょうせんがくえん）は、学校法人にして京都府内における朝鮮学校の設置者。いずれも各種学校である。

## 基礎データ
- 1953年、学校法人として認可

## 設置している学校
- 中学校・高等学校相当
  - 京都朝鮮中高級学校
- 幼稚園・小学校相当
  - 京都朝鮮初級学校（旧・京都朝鮮第三初級学校）
  - 京都朝鮮第二初級学校
  - 京都朝鮮第一初級学校（休校中）